# 電子捕獲
電子捕獲（でんしほかく、electron capture、略称：EC）とは、原子核の放射性崩壊の一種である。電子捕獲では、電子軌道の電子が原子核に取り込まれ、捕獲された電子は原子核内の陽子と反応し中性子となり、同時に電子ニュートリノが放出される。捕獲される電子は普通はK殻の電子であるが、L殻やM殻の電子が捕獲される場合もある。

## 現象
この壊変では、中性子数が1つ増加し陽子数が1つ減少するため、質量数は変化せず原子番号が1つ減少する。
{\displaystyle {\ce {p\ +{\it {{e}^{-}}}->n\ +\nu _{e}}}}
クォークのレベルでは
{\displaystyle {\ce {u\ +{\it {{e}^{-}}}->d\ +\nu _{e}}}}
電子捕獲は陽子数が過剰で不安定な原子核で起こりやすく、β+崩壊（陽電子崩壊）と競合する場合も多いが、親核と娘核のエネルギー差が1.022 MeVに満たない場合は電子捕獲のみが起こる。

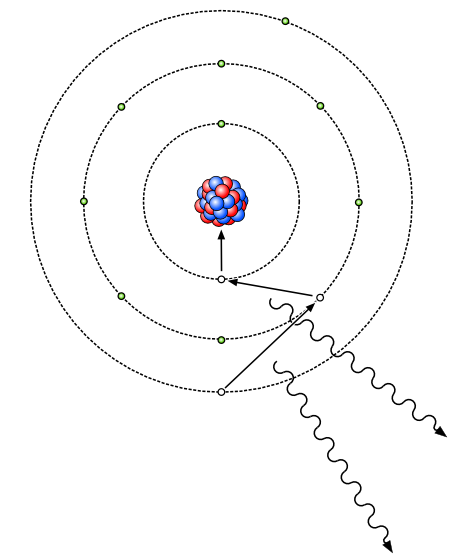
電子捕獲によって空いた内側の電子軌道に外側の電子が遷移する時、特性X線を放つ。

軌道に生じた孔には、その外側の電子軌道から電子が遷移して、軌道のエネルギーの差に相当する波長のX線（特性X線）が放出される。また、より高い準位の軌道電子がこのエネルギーを受け取って原子外に放出されるオージェ電子も観測される。
電子捕獲の頻度は、化学結合や圧力などの外部の影響を受けてわずかに変化する。例えばベリリウム7は、金属状態の半減期と比較して、フッ化物では0.074 %長くなる。また、ベリリウム7原子をフラーレン (C60) の内部に閉じこめることで、半減期が0.83 %短くなったという報告がなされている。

## 発見
β+崩壊は、親核と娘核のエネルギー差が電子と陽電子の静止エネルギー以上でなければ起こりえない。しかし実際には、この関係を満たさない崩壊の例が多くあった。1935年に湯川秀樹は、原子核が軌道電子を捕獲するという別の過程を提案し、1937年にルイ・アルヴァレによってK殻電子の捕獲が実験的に証明された。

## 電子捕獲の例
{\displaystyle {\ce {{^{26}_{13}Al}+{\it {e^{-}}}->{^{26}_{12}{Mg}}+\nu _{e}}}}
{\displaystyle {\ce {{^{37}_{18}Ar}+{\it {e^{-}}}->{^{37}_{17}{Cl}}+\nu _{e}}}}
{\displaystyle {\ce {{^{59}_{28}Ni}+{\it {e^{-}}}->{^{59}_{27}{Co}}+\nu _{e}}}}

## 産業への利用
電子捕獲型検出器は原子核の電子捕獲とは別の現象を利用している。光刺激ルミネッセンス OSLは光ルミネッセンスと熱ルミネッセンスの範疇の現象であり電子捕獲とは別の現象と考えられている。
微量有機物の定量に使用される
試料中に含有する微量有機物の量を計測する装置のセンサー部に使用される。利用例は、魚介類中のトリブチルスズ化合物の定量、残留農薬の測定。
線量計
シンチレータに対し紫外線や放射線を照射した後に光を照射すると強い蛍光を発する現象（光刺激ルミネッセンス OSL ; Optically Stimulated Luminescence）が生じる。この蛍光発光現象を利用した外部被ばく個人用線量計が実用化されている。
年代測定
OSL発光現象を利用して地質年代の測定が行われる。